# Campionato greco femminile di pallanuoto
Il campionato greco femminile di pallanuoto è l'insieme dei tornei pallanuotistici femminili nazionali per club organizzati dalla Kolymbitiki Omospondia Ellados (gr: Κολυμβητική Ομοσπονδία Ελλάδος), la federazione greca degli sport acquatici.
Il primo campionato disputato risale al 1988. La massima divisione del torneo è la A1 Ethniki.
Il club femminile più vincente del campionato greco è l'Olympiakos Pireo, vincitore di quindici titoli nazionali.

## Struttura dei campionati

### A1 Ethniki
L'A1 Ethniki è la massima divisione del campionato greco. Vi prendono parte 12 club che si affrontano in un girone all'italiana con gare di andata e ritorno al termine del quale le prime quattro classificate si qualificano per le semifinali play-off.

#### Organico 2023-2024
-  Olympiakos
-  Vouliagmeni
-  Ethnikos
-  Glyfádas
- Alimos N.A.S.
-  Paniōnios

-  PAOK
-  NE Patrasso
- AEK
- G.S. Peristeri
- N.O. Larissa
-  Rethymno

### A2 Ethniki
L'A2 Ethniki è il secondo livello del campionato greco. Le squadre partecipanti sono otto. Si disputano due gironi di qualificazione su base territoriale al termine dei quali le prime tre classificate avanzano al girone finale per la promozione in A1.
Organico 2024:
Girone Sud (Όμιλος Νότου): Rethymno, Nireas, OFI, Ilioupoli.
Girone Nord (Όμιλος Βορρά): Vrontado, Larissa, Arie Iraklis.
Girone finale: Rethymno, Ilioupoli, Vrontado, Larissa.

## Albo d'oro
- 1988:  Ethnikos
- 1989:  Glyfádas
- 1990:  Ethnikos
- 1991:  Vouliagmeni
- 1992:  Ethnikos
- 1993:  Vouliagmeni
- 1994:  Vouliagmeni
- 1995:  Olympiakos
- 1996:  Glyfádas
- 1997:  Vouliagmeni

- 1998:  Olympiakos
- 1999:  Glyfádas
- 2000:  Glyfádas
- 2001:  Glyfádas
- 2002:  Glyfádas
- 2003:  Vouliagmeni
- 2004:  Glyfádas
- 2005:  Vouliagmeni
- 2006:  Vouliagmeni
- 2007:  Vouliagmeni

- 2008:  Glyfádas
- 2009:  Olympiakos
- 2010:  Vouliagmeni
- 2011:  Olympiakos
- 2012:  Vouliagmeni
- 2013:  Vouliagmeni
- 2014:  Olympiakos
- 2015:  Olympiakos
- 2016:  Olympiakos
- 2017:  Olympiakos

- 2018:  Olympiakos
- 2019:  Olympiakos
- 2020:  Olympiakos
- 2021:  Olympiakos
- 2022:  Olympiakos
- 2023:  Olympiakos
- 2024:  Olympiakos
- 2025:  Vouliagmeni

### Palmarès
| Pos. | Squadra     | Titolo | Stagione                                                                                 |
| ---- | ----------- | ------ | ---------------------------------------------------------------------------------------- |
| 1    | Olympiakos  | 15     | 1995, 1998, 2009, 2011, 2014, 2015, 2016, 2017, 2018, 2019, 2020, 2021, 2022, 2023, 2024 |
| 2    | Vouliagmeni | 12     | 1991, 1993, 1994, 1997, 2003, 2005, 2006, 2007, 2010, 2012, 2013, 2025                   |
| 3    | Glyfádas    | 8      | 1989, 1996, 1999, 2000, 2001, 2002, 2004, 2008                                           |
| 4    | Ethnikos    | 3      | 1988, 1990, 1992                                                                         |